# Theale
Theale är en ort och civil parish i Storbritannien.   Den ligger i kommunen West Berkshire i riksdelen England, i den södra delen av landet, 70 km väster om huvudstaden London. Theale ligger 47 meter över havet och antalet invånare är 2 833.
Terrängen runt Theale är huvudsakligen platt. Theale ligger nere i en dal. Runt Theale är det ganska tätbefolkat, med 239 invånare per kvadratkilometer. Närmaste större samhälle är Reading, 7,6 km öster om Theale. Trakten runt Theale består till största delen av jordbruksmark.